# Bahnstrecke Randers–Aalborg
| Aalborg |                                      |                                                                           |                                                                           |
| Streckenverlauf |                                      |                                                                           |                                                                           |
| Streckennummer: | Banedanmark 24                       |                                                                           |                                                                           |
| Kursbuchstrecke: | DSB 70                               |                                                                           |                                                                           |
| Streckenlänge: | 81 km                                |                                                                           |                                                                           |
| Spurweite: | 1435 mm (Normalspur)                 |                                                                           |                                                                           |
| Stromsystem: | 25 kV 50 Hz ~                        |                                                                           |                                                                           |
| Maximale Neigung: | 6 ‰                                  |                                                                           |                                                                           |
| Streckengeschwindigkeit: | 180 km/h km 207,5–km 221,9: 200 km/h |                                                                           |                                                                           |
| Zugbeeinflussung: | ETCS ab 27. Juli 2024                |                                                                           |                                                                           |
| Zweigleisigkeit: | Aalborg–Randers                      |                                                                           |                                                                           |
| |                                      |                                                                           |                                                                           |
| \| \| \| Bahnstrecke Frederikshavn–Aalborg von Frederikshavn \| \| \| \| 248,4 \| Aalborg \| 4,4 m.o.h. \| \| \| \| Aalborg Havnebane \| \| \| \| \| Bahnbetriebswerk \| \| \| \| \| Bahnstrecke Aalborg–Hadsund nach Hadsund und zum Østhavnen \| \| \| \| 244,1 \| Skalborg (Bhf. 1950–1972, Zugfolgestation bis 1985, 2003 wieder eröffnet) \| Skalborg (Bhf. 1950–1972, Zugfolgestation bis 1985, 2003 wieder eröffnet) \| \| \| 243,7 \| Skalborg (1899–1950) \| 5,6 m.o.h. \| \| \| \| Anschluss „Fællesforeningen for Danmarks Brugsforeninger“ \| \| \| \| 239,1 \| Svenstrup Jylland (1872 bis 25. Mai 1972, 2003 wieder eröffnet) \| 9,9 m.o.h. \| \| \| \| Bahnstrecke Aalborg–Hvalpsund nach Års (1899–1969) \| \| \| \| 234,1 \| Ellidshøj (1872–27. Mai 1972 Pers.-Halt) \| 11,8 m.o.h. \| \| \| \| Kiesgrube \| \| \| \| 232,6 \| Annerup (1928–1951) \| 19,8 m.o.h. \| \| \| 229,4 \| Støvring (Bhf. bis 1973, Hst. bis 1. April 1974, 2003 wieder eröffnet) \| 16,3 m.o.h. \| \| \| \| Lindenborg å \| \| \| \| 222,1 \| Skørping (1889) \| Skørping (1889) \| \| \| 218,9 \| Mosskov (1869–1972) \| 67,7 m.o.h. \| \| \| 214,5 \| Arden (früher Store-Arden, ab 1869 Bhf., ab 1988 Hst.) \| 71,3 m.o.h. \| \| \| 211,3 \| Hvarre (1929–1950) \| Hvarre (1929–1950) \| \| \| 208,4 \| Øster Doense (1882–1972) \| 71,6 m.o.h. \| \| \| \| Himmerlandsbanerne von Aalestrup (1893–1966) \| \| \| \| 199,0 \| Hobro \| 22,8 m.o.h. \| \| \| \| Hobro Havnebane \| \| \| \| 195,0 \| Øls (1928–1951) \| 11,4 m.o.h. \| \| \| 189,9 \| Onsild (1869–1951) \| Onsild (1869–1951) \| \| \| 189,7 \| Sønder Onsild (1951–1972, seit 1969 Hst.) \| 18,6 m.o.h. \| \| \| \| Mariager-Fårup-Viborg Jernbane von Mariager \| \| \| \| 182,4 \| Fårup (Bhf. 1869–1973, bis 1993 besetzt) \| 14,6 m.o.h. \| \| \| \| Mariager-Fårup-Viborg Jernbane nach Viborg \| \| \| \| 178,4 \| Kousted (1928–1955) \| 13,3 m.o.h. \| \| \| 176,2 \| Bjerregrav (1855–1972) \| 17 m.o.h. \| \| \| 173,8 \| Svejstrup (1927–1940) \| 21,3 m.o.h. \| \| \| \| Bahnbetriebswerk \| \| \| \| \| Bahnstrecke Randers–Aarhus von Aarhus (bis 1936) \| \| \| \| 167,7 \| Randers \| 4,8 m.o.h. \| \| \| \| Bahnstrecke Randers–Hadsund nach Hadsund \| \| \| \| \| Randers Havnebane \| \| \| \| \| Randers-Ryomgård-banen (bis 22. Januar 1991) \| \| \| \| 166,7 \| Gudenå \| Gudenå \| \| \| \| Randers-Ryomgård-banen (ab 22. Januar 1991) \| \| \| \| \| Bahnstrecke Randers–Aarhus nach Aarhus (ab 1936) \| \| \| \| \| \| \| \| Quellen: [3] \| \| \| \| |                                      |                                                                           |                                                                           |
| Strecke |                                      | Bahnstrecke Frederikshavn–Aalborg von Frederikshavn                       | Bahnstrecke Frederikshavn–Aalborg von Frederikshavn                       |
| Bahnhof | 248,4                                | Aalborg                                                                   | 4,4 m.o.h.                                                                |
| Abzweig geradeaus und ehemals von links |                                      | Aalborg Havnebane                                                         | Aalborg Havnebane                                                         |
| Abzweig geradeaus und von links |                                      | Bahnbetriebswerk                                                          | Bahnbetriebswerk                                                          |
| Abzweig geradeaus und nach links |                                      | Bahnstrecke Aalborg–Hadsund nach Hadsund und zum Østhavnen                | Bahnstrecke Aalborg–Hadsund nach Hadsund und zum Østhavnen                |
| Haltepunkt / Haltestelle | 244,1                                | Skalborg (Bhf. 1950–1972, Zugfolgestation bis 1985, 2003 wieder eröffnet) | Skalborg (Bhf. 1950–1972, Zugfolgestation bis 1985, 2003 wieder eröffnet) |
| ehemaliger Bahnhof | 243,7                                | Skalborg (1899–1950)                                                      | 5,6 m.o.h.                                                                |
| Abzweig geradeaus und ehemals nach rechts |                                      | Anschluss „Fællesforeningen for Danmarks Brugsforeninger“                 | Anschluss „Fællesforeningen for Danmarks Brugsforeninger“                 |
| Haltepunkt / Haltestelle | 239,1                                | Svenstrup Jylland (1872 bis 25. Mai 1972, 2003 wieder eröffnet)           | 9,9 m.o.h.                                                                |
| Abzweig geradeaus und ehemals nach rechts |                                      | Bahnstrecke Aalborg–Hvalpsund nach Års (1899–1969)                        | Bahnstrecke Aalborg–Hvalpsund nach Års (1899–1969)                        |
| Blockstelle | 234,1                                | Ellidshøj (1872–27. Mai 1972 Pers.-Halt)                                  | 11,8 m.o.h.                                                               |
| Abzweig geradeaus und ehemals nach links |                                      | Kiesgrube                                                                 | Kiesgrube                                                                 |
| ehemaliger Haltepunkt / Haltestelle | 232,6                                | Annerup (1928–1951)                                                       | 19,8 m.o.h.                                                               |
| Haltepunkt / Haltestelle | 229,4                                | Støvring (Bhf. bis 1973, Hst. bis 1. April 1974, 2003 wieder eröffnet)    | 16,3 m.o.h.                                                               |
| Brücke über Wasserlauf |                                      | Lindenborg å                                                              | Lindenborg å                                                              |
| Bahnhof | 222,1                                | Skørping (1889)                                                           | Skørping (1889)                                                           |
| ehemaliger Haltepunkt / Haltestelle | 218,9                                | Mosskov (1869–1972)                                                       | 67,7 m.o.h.                                                               |
| Haltepunkt / Haltestelle | 214,5                                | Arden (früher Store-Arden, ab 1869 Bhf., ab 1988 Hst.)                    | 71,3 m.o.h.                                                               |
| ehemaliger Haltepunkt / Haltestelle | 211,3                                | Hvarre (1929–1950)                                                        | Hvarre (1929–1950)                                                        |
| ehemaliger Bahnhof | 208,4                                | Øster Doense (1882–1972)                                                  | 71,6 m.o.h.                                                               |
| Abzweig geradeaus und ehemals von rechts |                                      | Himmerlandsbanerne von Aalestrup (1893–1966)                              | Himmerlandsbanerne von Aalestrup (1893–1966)                              |
| Bahnhof | 199,0                                | Hobro                                                                     | 22,8 m.o.h.                                                               |
| Abzweig geradeaus und ehemals nach links |                                      | Hobro Havnebane                                                           | Hobro Havnebane                                                           |
| ehemaliger Haltepunkt / Haltestelle | 195,0                                | Øls (1928–1951)                                                           | 11,4 m.o.h.                                                               |
| ehemaliger Bahnhof | 189,9                                | Onsild (1869–1951)                                                        | Onsild (1869–1951)                                                        |
| ehemaliger Bahnhof | 189,7                                | Sønder Onsild (1951–1972, seit 1969 Hst.)                                 | 18,6 m.o.h.                                                               |
| Abzweig geradeaus und ehemals von links |                                      | Mariager-Fårup-Viborg Jernbane von Mariager                               | Mariager-Fårup-Viborg Jernbane von Mariager                               |
| Dienststation / Betriebs- oder Güterbahnhof | 182,4                                | Fårup (Bhf. 1869–1973, bis 1993 besetzt)                                  | 14,6 m.o.h.                                                               |
| Abzweig geradeaus und ehemals nach rechts |                                      | Mariager-Fårup-Viborg Jernbane nach Viborg                                | Mariager-Fårup-Viborg Jernbane nach Viborg                                |
| ehemaliger Haltepunkt / Haltestelle | 178,4                                | Kousted (1928–1955)                                                       | 13,3 m.o.h.                                                               |
| ehemaliger Bahnhof | 176,2                                | Bjerregrav (1855–1972)                                                    | 17 m.o.h.                                                                 |
| ehemaliger Haltepunkt / Haltestelle | 173,8                                | Svejstrup (1927–1940)                                                     | 21,3 m.o.h.                                                               |
| Abzweig geradeaus und von rechts |                                      | Bahnbetriebswerk                                                          | Bahnbetriebswerk                                                          |
| Abzweig geradeaus und ehemals von rechts |                                      | Bahnstrecke Randers–Aarhus von Aarhus (bis 1936)                          | Bahnstrecke Randers–Aarhus von Aarhus (bis 1936)                          |
| Bahnhof | 167,7                                | Randers                                                                   | 4,8 m.o.h.                                                                |
| Abzweig geradeaus und nach links |                                      | Bahnstrecke Randers–Hadsund nach Hadsund                                  | Bahnstrecke Randers–Hadsund nach Hadsund                                  |
| Abzweig geradeaus und nach links |                                      | Randers Havnebane                                                         | Randers Havnebane                                                         |
| Abzweig geradeaus und nach links |                                      | Randers-Ryomgård-banen (bis 22. Januar 1991)                              | Randers-Ryomgård-banen (bis 22. Januar 1991)                              |
| Brücke über Wasserlauf | 166,7                                | Gudenå                                                                    | Gudenå                                                                    |
| Abzweig geradeaus und nach links |                                      | Randers-Ryomgård-banen (ab 22. Januar 1991)                               | Randers-Ryomgård-banen (ab 22. Januar 1991)                               |
| Strecke |                                      | Bahnstrecke Randers–Aarhus nach Aarhus (ab 1936)                          | Bahnstrecke Randers–Aarhus nach Aarhus (ab 1936)                          |
| |                                      |                                                                           |                                                                           |
| Quellen: |                                      |                                                                           |                                                                           |

Die Bahnstrecke Randers–Aalborg ist eine Eisenbahnstrecke in Dänemark, die Randers mit Aalborg in Jütland verbindet. Die Strecke ist durchgehend zweigleisig ausgebaut und Teil der Østjyske længdebane (deutsch Ostjütländische Längsbahn), die im Sprachgebrauch nur Længdebane genannt wird.

## Geschichte

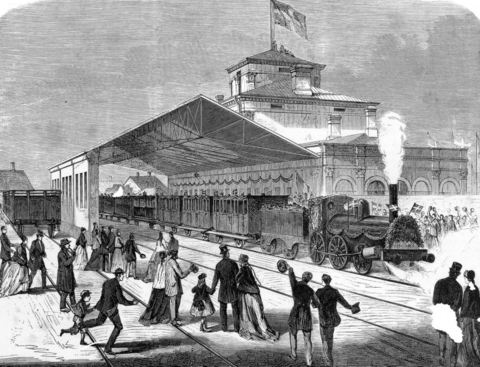
Xylographie aus dem Jahr 1869, die die Abfahrt des ersten Zuges vom Bahnhof Aalborg zeigt.

Die Strecke entstand als letzter Teil einer Vereinbarung zwischen dem dänischen Staat und dem Konsortium Peto, Brassey and Betts vom 18. Dezember 1860 und auf der Grundlage des Gesetzes vom 10. März 1861. Auf diesen Grundlagen wurden eine Reihe von Eisenbahnstrecken in Jütland und Fünen vom Konsortium gebaut, die der Staat beauftragt hatte.
Die Vorarbeiten für die 81 Kilometer lange Strecke begannen im Oktober 1865. Der leitende Ingenieur war Frederick James Rowan. Der dänische Staat bezahlte den Bau der Strecke und hatte nach Abschluss der Arbeiten dafür 19,4 Millionen Rigsdaler ausgegeben.
Am 18. September 1869 wurde die Strecke eingeweiht. Der erste Zug bestand aus 17 Wagen und 236 geladene Gäste waren anwesend, darunter König Christian IX. Am nächsten Tag begann der Regelbetrieb mit drei Zügen in jede Richtung pro Tag.
Am 20. März 1918 wurde der Beschluss gefasst, die Strecke zweigleisig auszubauen. Die Arbeiten dazu begannen erst 1940. Das letzte zweigleisig errichtete Streckenstück zwischen Stoevring und Ellidshøj wurde am 6. Mai 1953 eröffnet. Im Rahmen dieser Erweiterungsmaßnahmen wurden die Haltepunkte Annerup und Hvarre geschlossen.
Im Bahnhof Ellidshøj war Dänemarks letzte handbetriebenes Schrankenanlage. Diese wurde 1988 automatisiert und 1990 vollständig durch eine automatische Halbschrankenanlage ersetzt. Dieser Bahnübergang am Bahnhof wurde geschlossen und Mjels Brovej auf eine Brücke über die Gleise südwestlich des Bahnhofs Ellidshøj verlegt.

## Verkehr
Der Personenverkehr auf der Strecke wurde bis zum 5. August 2017 ausschließlich von Danske Statsbaner durchgeführt. Am 6. August 2017 wurde der Region Nordjütland die Verantwortung des Nahverkehrs vom Staat übertragen. Dadurch übernahmen Nordjyske Jernbaner den Regionalzugbetrieb auf der gesamten Bahnstrecke Frederikshavn–Aalborg und weiter über die Bahnstrecke Randers–Aalborg bis Skørping von den Danske Statsbaner (DSB).

## Aalborg Nærbane
Am 14. Dezember 2003 wurde Aalborg Nærbane eröffnet. Für dieses Nahverkehrsprojekt wurden die bereits stillgelegten Bahnhöfe Skalborg, Svenstrup und Støvring mit fast 20 Millionen Kronen barrierefrei ausgebaut und wieder in Betrieb genommen.

## Ausbaupläne
Zwischen 2014 und 2016 wurden von Banedanmark Bahnübergänge in Svenstrup, Ellidshøj und Skørping stillgelegt sowie der Bahnhof in Skørping umgebaut. In Skørping wurde als Ersatz ein Tunnel errichtet, in Svenstrup und Ellidshøj führen Brücken über die Strecke. Im Bahnhof Skørping entstand ein neuer Bahnsteigzugang. Diese Maßnahmen sind Teil eines Projektes, um die Streckenhöchstgeschwindigkeit in diesem Bereich von derzeit 120 km/h auf 160 km/h zu erhöhen. Die Entscheidung kann jedoch erst 2018 getroffen werden, da hierzu eine teilweise Erneuerung der Gleisanlagen, neue Signale und weitere Anpassungen notwendig sind.